# Young-Hughes-Syndrom
Das Young-Hughes-Syndrom ist eine sehr seltene angeborene, zu den Syndromalen X-chromosomalen mentalen Retardierungen zählende Erkrankung mit den Hauptmerkmalen geistige Retardierung, Hypogonadismus, Ichthyose, Adipositas und Minderwuchs.
Synonym: X-chromosomale Intelligenzminderung-Hypogonadismus-Ichthyose-Adipositas-Kleinwuchs-Syndrom
Die Bezeichnung bezieht sich auf die Autoren der Erstbeschreibung aus dem Jahre 1982 durch die Ärzte I. D. Young und H. E. Hughes.

## Verbreitung
Die Häufigkeit wird mit unter 1 zu 1.000.000 angegeben, die Vererbung erfolgt X-Chromosomal-rezessiv.

## Klinische Erscheinungen
Klinische Kriterien sind:
- Manifestation im Neugeborenen- oder Kleinkindesalter
- Geistige Behinderung
- Kleinwuchs
- Adipositas
- Primärer Hypogonadismus
- Ichthyosis-artige Hautveränderungen

## Differentialdiagnose
Die Eigenständigkeit und die Abgrenzung gegenüber ähnlichen Syndromen ist noch nicht geklärt.